# Anacionalismo
Anacionalismo (em Esperanto Sennaciismo) é um termo que define conceitos políticos descrtios primeiramente, mas não só por, Eugène Lanti, o qual reuniu algumas ou todas as seguinte tendências e ideias:
a) antinacionalismo radical

b) universalismo

c) globalização

d) reconhecimento da tendência histórica à unidade linguística da humanidade e uma vez até mesmo o esforço para adquiri-lo

e) necessidade de uma educação e organização de senso do proletariado mundial, e

f) a utilidade do Esperanto como ferramenta de educação deste senco..
Embora nascido no inerior da SAT, anacionalismo não é suas idologia oficial.

## Obras sobre o anacionalismo
- Viktoro Kolcxinski, ABC de Sennaciismo, SAT, 1924
- Euxgeno Lanti, La Laborista Esperantismo, SAT, 1928
- Boris Lvovicx Ejdelman e Nikolao Nekrasov, Sennaciismo kaj internaciismo, 1930
- Euxgeno Lanti, Vortoj de Kamarado E. Lanti, 1931
- Euxgeno Lanti, Manifesto de la Sennaciistoj, 1931
- Euxgeno Lanti, Leteroj de E.Lanti, 1940